# Edmond Jeanneret
Edmond Jeanneret (* 1. August 1914 in Tavannes; † 9. Dezember 1990 in Gorgier) war ein Schweizer evangelischer Geistlicher und Dichter.

## Leben

### Familie
Edmond Jeanneret war der Sohn des Uhrmachers Jämes-Charles Jeanneret und dessen Ehefrau Laure-Marie (geb. Huguenin). Er war mit Lore (geb. Marks), die deutsch-jüdischer Herkunft war, verheiratet; gemeinsam hatten sie mehrere Kinder. Seine Ehefrau führte die Schriften von Dietrich Bonhoeffer in die französischsprachigen Länder ein und übersetzte auch die Ausgabe, die der mit Dietrich Bonhoeffer befreundete Eberhard Bethge 1951 mit seiner Schrift Widerstand und Ergebung geschaffen hat.

### Werdegang
Nach dem Abitur am Neuenburger Gymnasium immatrikulierte sich Edmond Jeanneret an der Universität Lausanne zu einem Studium der Geisteswissenschaften. Später kam ein Theologiestudium dazu, das er an der Universität Basel und der Universität Paris fortsetzte. Nach dem Studium wurde er in der evangelisch-reformierten Kirche des Kantons Waadt ordiniert.
Von 1939 bis 1941 war er Vikar der Pfarrei Saint-François in Lausanne, von 1941 bis 1945 Pfarrer in einem Sanatorium in Leysin, von 1948 bis 1950 Pfarrer in der Église libre de la rive droite in Genf und von 1950 bis 1979 in der Pfarrei Foyer de Bôle in Bôle-Colombier (heute: Milvignes); anschliessend erfolgte der Umzug nach Gorgier.

### Schriftstellerisches und gesellschaftliches Wirken
Edmond Jeanneret lernte während des Studiums den Pfarrer Pierre Maury (1890–1956) kennen. Dieser machte ihn nicht nur mit den Werken von Karl Barth, sondern auch mit dem Milieu des Studentenbundes und mit dem Schriftsteller Roger Brueil (1898–1948) und Roland de Pury bekannt.
In seiner ersten Amtszeit in Lausanne entwickelte sich eine Freundschaft mit dem Dichter Emond-Henri Crisinel (1897–1948) sowie mit dem Maler René Auberjonois und dem Komponisten Bernard Reichel; bei gelegentlichen Treffen mit dem Schriftsteller Charles Ferdinand Ramuz zeigte er sich tief beeindruckt.
Während des Zweiten Weltkriegs entwickelte er im Sanatorium in Leysin bei Gesprächen mit den Kranken ein Interesse an Karl Barth und dessen Theologie sowie sein Engagement im Widerstand gegen den Nationalsozialismus. Er verfasste religiöse Dichtungen, deren klassische Sprache sich durch grosse Erhabenheit auszeichnete; seine Schriften wurden auch noch postum publiziert. 1942 veröffentlichte er einen ersten Gedichtband, Comme dans un miroir, in der Roten Reihe der Cahiers du Rhône, die Albert Béguin in Neuenburg im Verlag Baconnière herausgab, um die Männer des französischsprachigen Widerstands zu Wort kommen zu lassen; in den folgenden Jahren folgten weitere Gedichtbände.
1956 veröffentlichte er auch eine französische Übersetzung des Grossen Welttheaters von Pedro Calderón de la Barca, das unter anderem auch 1956 auf einer Freilichtbühne vor dem Neuenburger Schloss aufgeführt wurde. 1967 gab er seine Predigtsammlung La Faiblesse de Dieu heraus.
Seine Gedichte haben auch mehrere waadtländische Komponisten inspiriert, unter anderem Bernard Reichel, Michel Hostettler (* 1940) und Samuel Ducommun.
Edmond Jeanneret war eng mit den Architekten Pierre Jeanneret (1896–1967) und Le Corbusier verwandt.

## Schriften (Auswahl)
- Comme dans un miroir. 1942.
- Le soupir de la création. 1947.
- Matin du Monde. 1953.
- Les rideaux d’environ. 1961.
- La faiblesse de Dieu. 1967.
- Poésies complètes. 1985.
- Soleil à genoux. 1995.